# Xiphocentron chiapasi
Xiphocentron chiapasi is een soort fossiele schietmot uit de familie Xiphocentronidae. De soort komt voor in het Neotropisch gebied.